# Nishikawa Junji
Nishikawa Junji (jap. 西川 潤之; * 29. Juni 1907; † nach 1927) war ein japanischer Fußballspieler.

## Nationalmannschaft
1927 debütierte Nishikawa für die japanische Fußballnationalmannschaft. Nishikawa bestritt zwei Länderspiele. Mit der japanischen Nationalmannschaft qualifizierte er sich für die Far Eastern Championship Games 1927.